# 蔡爱卿
蔡爱卿（1913年—1978年），湖南岳阳县人。中国人民解放军将领、中国人民解放军开国少将。
历任中国工农红军红三军团战士、班长、排长、连长、副营长、营长,红十一团参谋长。抗战期间历任山西新军决死第一纵队中队长、大队长，太岳三十八团团长，太岳军区第一军分区副司令员。晋冀鲁豫野战军四纵十一旅副旅长，九纵二十五旅旅长，豫西军区二分区司令员，河南军区警二旅旅长。
1950年春率领河南军区警二旅改编为中南军区高炮师，任师长。1951年2月任华南军区防空司令部副司令员，后任中南军区防空部队副司令员、广州军区防空军第二副司令员。1956年任北京军区防空军副司令员。1955年，授予中国人民解放军少将。
1957年5月至1963年5月任山西省军区副司令员。